# Love Will Set You Free
A Love Will Set You Free (magyarul: A szerelem szabaddá tesz) egy dal, mely az Egyesült Királyságot képviselte a 2012-es Eurovíziós Dalfesztiválon. A dalt a brit Engelbert Humperdinck adta elő angol nyelven.
A dalt 2012. március 19-én mutatták be a BBC hivatalos honlapján. Szövegét és zenéjét is Martin Terefe és Sacha Skarbek szerezte.
Az Eurovíziós Dalfesztiválon a dalt a május 26-án rendezett döntőben a fellépési sorrendben elsőként adták elő, a magyar Compact Disco Sound of Our Hearts című dala előtt. A szavazás során 12 pontot kapott, mely a 25. helyet helyet jelentette a 26 fős mezőnyben.